# عرب‌آباد (ساوجبلاغ)
عرب‌آباد (ساوجبلاغ)، روستایی از توابع بخش مرکزی شهرستان ساوجبلاغ در استان البرز ایران است.
.